# Ермаково (Даниловский район)
Ермако́во — деревня в Даниловском муниципальном районе Ярославской области России. Входит в Ермаковский сельский округ Даниловского сельского поселения

## География
Находится в 30 км от Данилова по автомобильной дороге Череповец — Данилов. 

## Население
| 1859 | 1914 | 2002 | 2007 | 2010 |
| ---- | ---- | ---- | ---- | ---- |
| 112  | ↗155 | ↘128 | ↗139 | ↘122 |